# Peenemünde
Peenemünde är en kommun och ort på ön Usedom i delstaten Mecklenburg-Vorpommern i nordöstra Tyskland.
Kommunen ingår i kommunalförbundet Amt Usedom-Nord tillsammans med kommunerna Karlshagen, Mölschow, Trassenheide och Zinnowitz.

## Historia
År 1630 landsteg Gustav II Adolf där i spetsen för de svenska trupperna i samband med Sveriges inträde i trettioåriga kriget. 1930 restes där en stor sten som minnesmärke.
Orten döptes efter ån "Peene" eller "Peeneströmmens" utlopp i Östersjön, som fram till staden Swinemündes anläggning under mitten av 1700-talet var floden Oders viktigaste utlopp och sålunda hade en strategisk betydelse. Därför hade redan den kejserliga armén anlagt en skans som efter erövringen 1630 övertogs av svenskarna. I och med ön Usedoms övergång till Preussen 1720 blev den en preussisk skans.

### Under andra världskriget
Vid Peenemünde låg mellan 1937 och 1943 två raketforskningsanläggningar. Den första var Heeresversuchsanstalt, även kallad "Peenemünde-Ost". Där utvecklades "Aggregat 4", eller V-2-raketen, som den senare kom att kallas. Den andra tillhörde Luftwaffe och kallades "Erprobungsstelle der Luftwaffe Peenemünde-West". Här utvecklades Fi 103, vilket kom att bli känd som  V-1-raketen.

### Efter andra världskriget
Efter andra världskriget användes militära anläggningar först av den sovjetiska ockupationsmakten och sedan av den östtyska armén, vilken både hade flygplats och en örlogshamn här. Till Peenemündes flygplats anlände bland annat Sveriges statsminister Olof Palme när han besökte Östtyskland 1984.